# Dioxyde de chlore
Le dioxyde de chlore (ou bioxyde de chlore) est un gaz jaune rougeâtre, de formule ClO2, qui est l'un des divers oxydes connus du chlore. Le dioxyde de chlore est relativement stable dans ses états gazeux et liquide, mais prompt à exploser. En pratique, on ne l'utilise jamais à l'état pur.

## Utilisations
- Désinfectant
- Blanchiment du papier, tissus, etc.
- Traitement de farines alimentaires (E926).

## Préparation
Le dioxyde de chlore peut être produit avec du chlorate de sodium en solution aqueuse concentrée (à saturation) chaude (60 °C) par un réducteur par exemple du peroxyde d'hydrogène, du dioxyde de soufre (risque d'explosion par élévation de la température dans la zone de réaction) ou l'acide chlorhydrique :
2 ClO3− + 2Cl− + 4 H+   →   2 ClO2 + Cl2 + 2 H2O
ainsi
2 NaClO3 + 4 HCl    →   2 ClO2 + Cl2 + 2NaCl + 2 H2O
Cette réaction a le défaut de produire du chlore, on peut la combiner avec la réaction suivante:
2 NaClO2 + Cl2   →   2 NaCl + 2 ClO2
Mais comme le chlorite de sodium NaClO2 est plus coûteux à produire que le chlorate de sodium NaClO3, la réaction suivante est préférée :
5 NaClO3 + 6 HCl    →   6 ClO2 + 5 NaCl + 3 H2O
Afin d'éviter la manipulation du chlorure d'hydrogène HCl, volatil et corrosif, une autre réaction utilise l'acide sulfurique H2SO4 moins cher et peu volatil :
5 NaClO3 + 3 H2SO4 + NaCl   →   6 ClO2 + 3 Na2SO4 + 3 H2O
ou encore avec un réducteur plus puissant, le sulfite de sodium Na2SO3  qui donne du dioxyde de soufre SO2 comme intermédiaire :
H2SO4 + Na2SO3   →   Na2SO4 + H2O + SO2
puis
2 NaClO3 + SO2   →   2 ClO2 + Na2SO4
au total :
2 NaClO3 + H2SO4 + Na2SO3   →   2 ClO2 + 2 Na2SO4 + H2O
Pour diluer le dioxyde de chlore, un réducteur encore plus puissant peut être utilisé, l'oxalate de sodium, Na2C2O4 :
2 NaClO3 + 2 H2SO4 + Na2C2O4   →   2 ClO2 + 2 Na2SO4 + 2 CO2 + 2 H2O
Le  dioxyde de carbone  CO2 produit dilue le dioxyde de chlore ce qui diminue le risque d'explosion.
Le dioxyde de chlore peut être produit par action de chlorite de sodium et de chlore gazeux :
2 NaClO2 + Cl2  →  2 ClO2 + 2 NaCl.
Il est explosif si sa concentration dans l’air dépasse 10 %. Il ne peut donc pas être stocké et acheminé dans une station, il doit donc être préparé in situ.